# Nathanaelskyrkan
Nathanaelskyrkan är en kyrkobyggnad som hör till Tolfta församling i Uppsala stift. Kyrkan står på en trädbevuxen kulle i södra delen av Tierps samhälle. I väster nedanför höjden ligger en kyrkogård. Strax nordost om kyrkan finns ett bårhus som är uppfört år 1959.

## Kyrkobyggnaden
Kyrkobyggnaden uppfördes 1933 - 1934 efter ritningar av arkitekten Lars Gramén. Den är uppkallad efter ärkebiskopen Nathan Söderblom, som år 1922 höll en friluftsgudstjänst på platsen. Efter att ärkebiskopen talat sig varm för ett kyrkobygge på platsen bildades en kyrkobyggnadsfond. Grundstenen lades 28 maj 1933 och på Kristi himmelsfärds dag den 10 maj 1934 invigdes kyrkan av ärkebiskop Erling Eidem. De vitputsade murarna formar ett rektangulärt långhus under skiffertäckt sadeltak, ett smalare, rakt avslutat kor i söder med sakristia intill östmuren samt ett högt torn i norr med en korsprydd lanternin, som betonar den nyklassiska exteriören. Fasaderna är vitrappade och yttertaken är täckta med skiffer. Huvudingången är förlagd till tornets nordmur i en stilren omfattning. Från vapenhuset i tornet når besökaren långhuset vars typ av kryssvalv förlänar kyrkorummet en karaktär av medeltid. Bänkinredningen är öppen. På läktaren ovanför ingången står orgeln.

## Inventarier
Huvuddelen av inredning och inventarier är samtida med kyrkan.
- Altartavlan är målad av konstnären Ole Kruse och skildrar Jesu dop.
- Predikstolen med ljudtak är utförd i renässansstil.
- I koret står en dopfunt av kalksten.

### Orgel
- 1934 bygger Åkerman & Lund Orgelbyggeri, Sundbybergs stad en orgel med 11 stämmor, fördelade på två manualer och pedal. Orgeln är kyrkans första.
- Den nuvarande orgeln är byggd 1991 av Septima Orgel AB, Umeå och är en elektrisk orgel med hylsventillådor. Orgeln har en selektiv Subbas 16' i manual I. Orgeln står på västläktaren och har ett spelbord där och ett i koret.

| Huvudverk I   | Svällverk II      | Pedal      | Koppel |
| Principal 8´  | Salicional 8´     | Subbas 16´ | I/P    |
| Gedackt 8´    | Rörflöjt 8´       | Gedackt 8´ | II/P   |
| Oktava 4´     | Tvärflöjt 4´      | Fagott 16´ | II/I   |
| Spetsflöjt 4' | Fugara 4'         |            |        |
| Kvinta 2 2/3' | Waldflöjt 2'      |            |        |
| Oktava 2'     | Kvinta 1 1/3'     |            |        |
| Ters 1 3/5    | Oboe 8'           |            |        |
| Mixtur III    | Tremulant         |            |        |
|               | Crescendosvällare |            |        |

## Bildgalleri

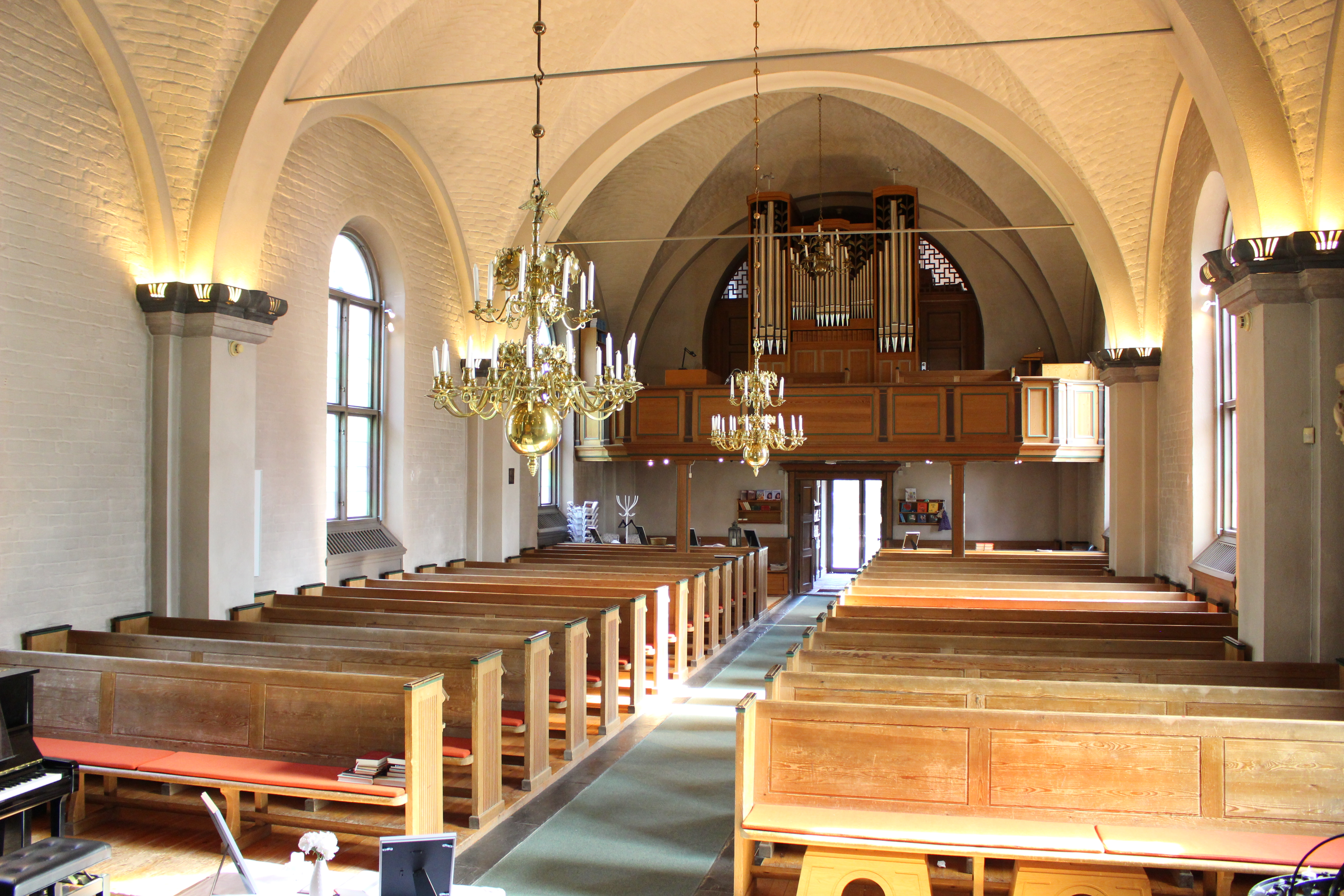
Kyrkorum mot orgelläktaren
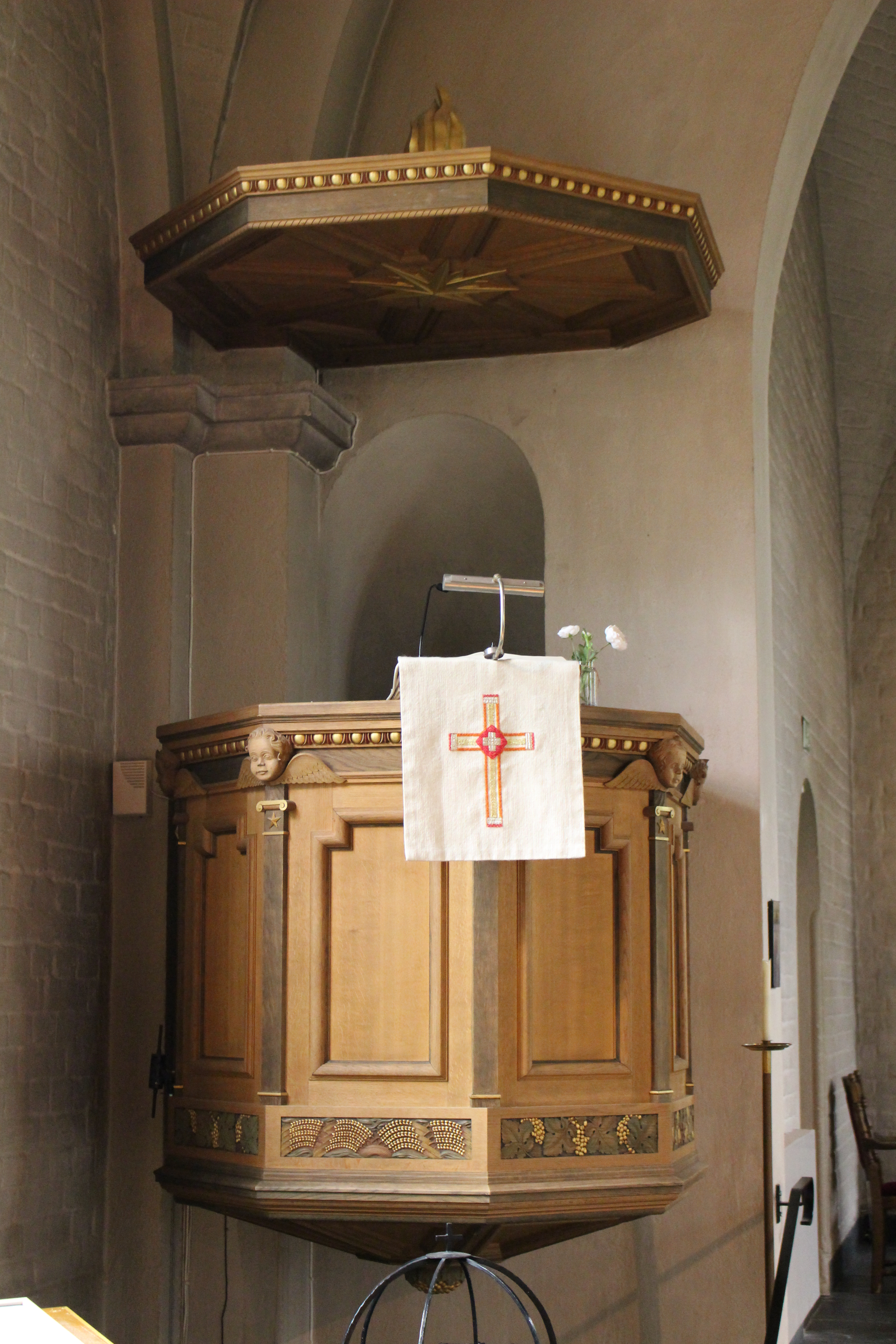
Predikstol
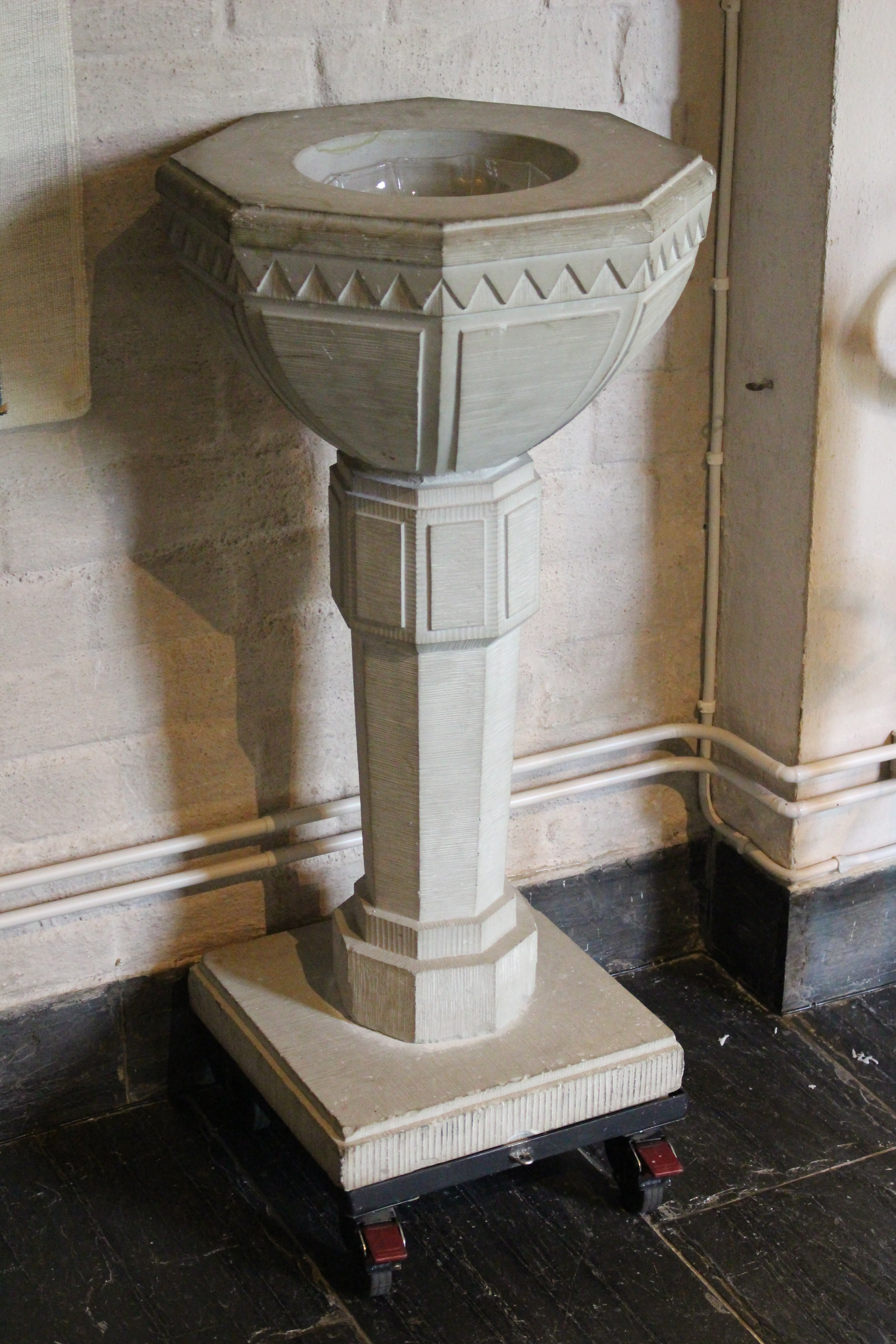
Dopfunt
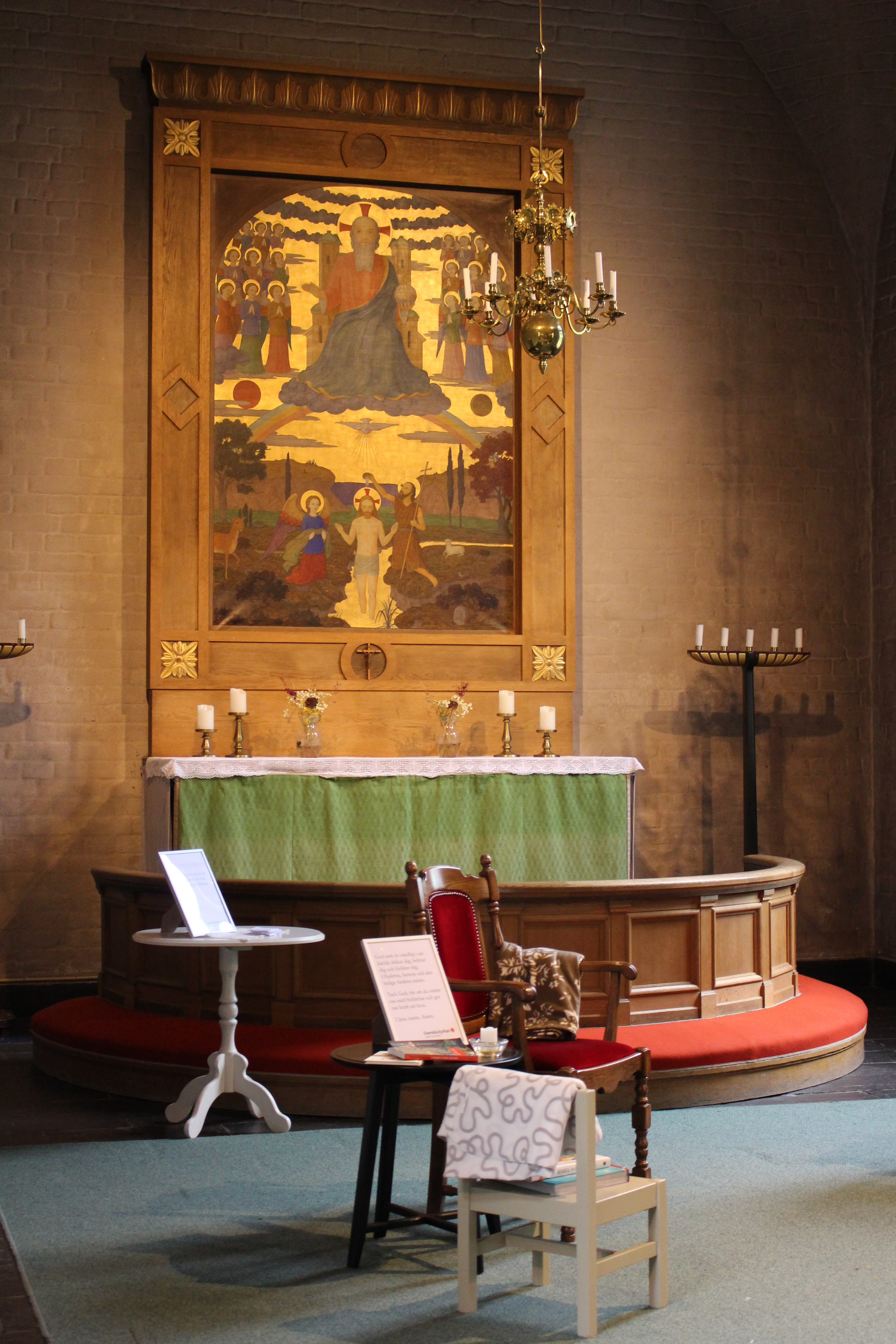
Altare, altarring och altartavla
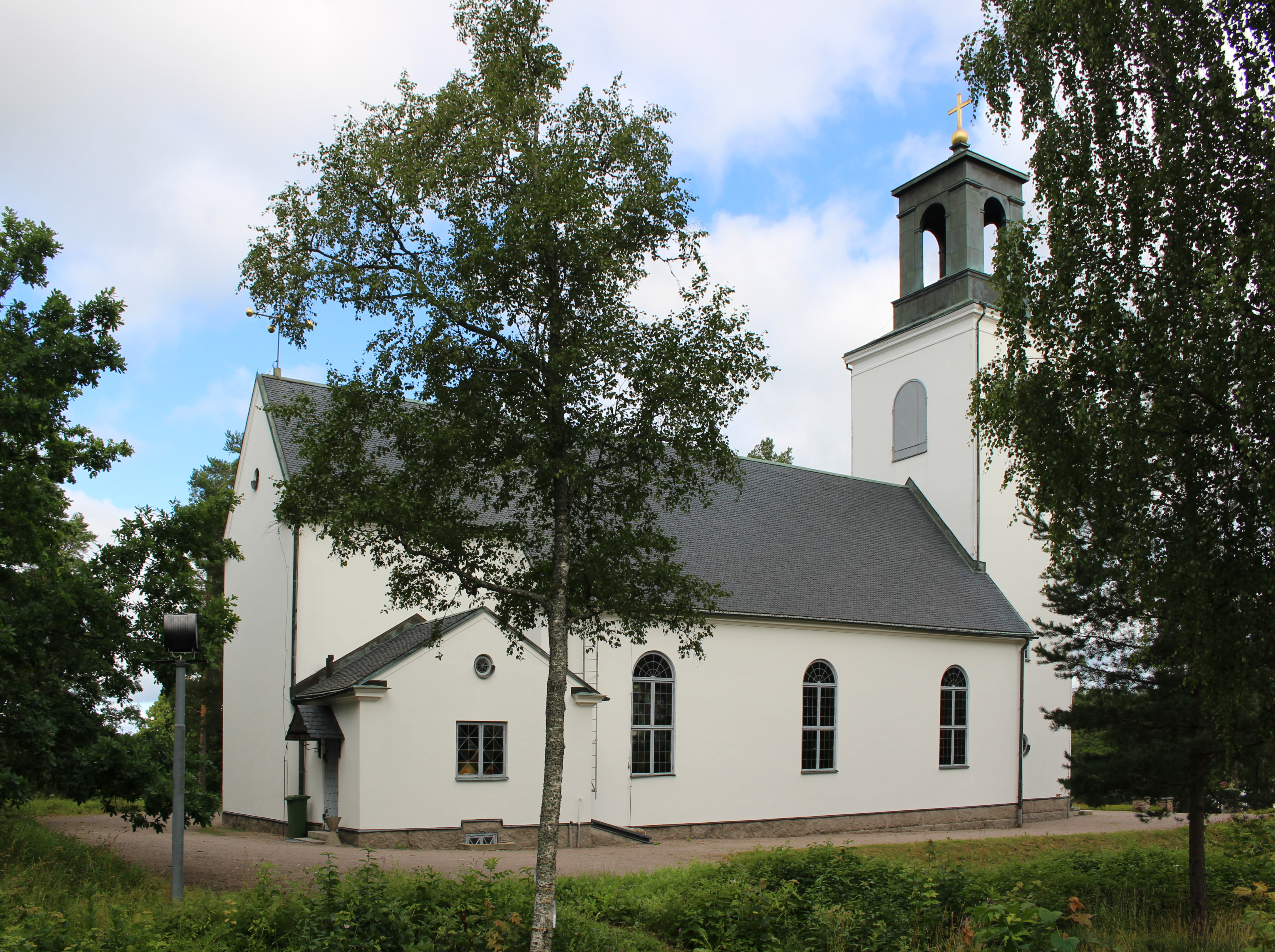
Kyrkan från sydost
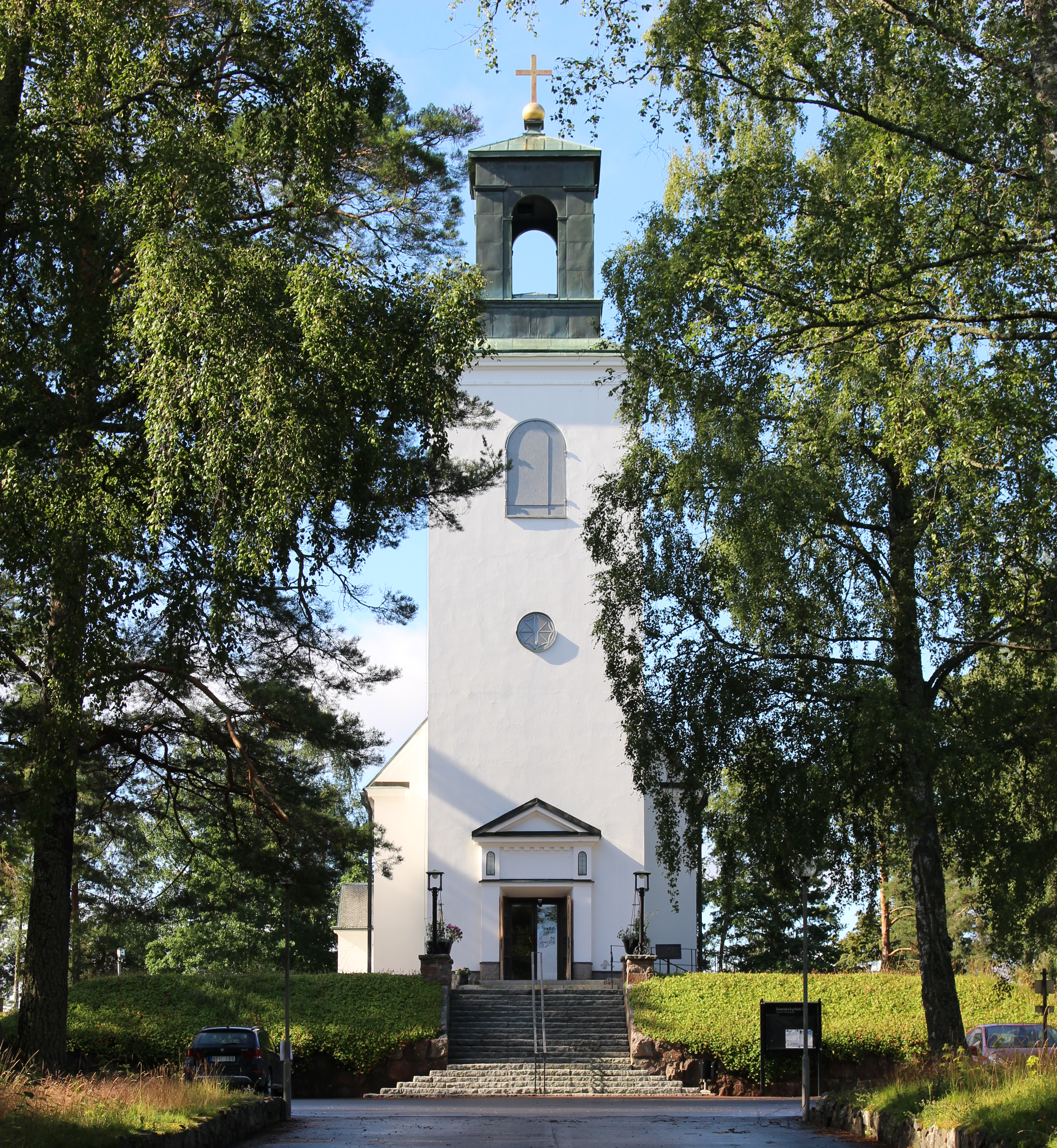
Kyrkan framifrån

### Webbkällor
- byggnadspresentation
- Tolfta församling